# Ntala Skinner
Ntala Skinner (ur. 22 lutego 1973 w Sun Valley) – amerykańska biathlonistka. W Pucharze Świata zadebiutowała 15 stycznia 1993 roku w Val Ridanna, gdzie zajęła 51. miejsce w biegu indywidualnym. Pierwsze punkty zdobyła 19 marca 1994 roku w Canmore, zajmując 17. miejsce w sprincie. Nigdy nie stanęła na podium w zawodach indywidualnych, jednak 20 marca 1994 roku w Canmore wspólnie z Beth Coats, Joan Smith i Laurą Tavares zajęła drugie miejsce w sztafecie. Najlepsze wyniki osiągnęła w sezonie 1996/1997, kiedy zajęła 58. miejsce w klasyfikacji generalnej. W 1993 roku wystąpiła na mistrzostwach świata w Borowcu, gdzie zajęła 55. miejsce w biegu indywidualnym, 49. miejsce w sprincie i jedenaste w sztafecie. Jeszcze kilkukrotnie startowała w zawodach tego cyklu, zajmując między innymi 32. miejsce w sprincie i piąte w biegu drużynowym podczas mistrzostw świata w Ruhpolding w 1996 roku. W 1998 roku wzięła udział w igrzyskach olimpijskich w Nagano, zajmując 61. miejsce w biegu indywidualnym oraz 15. miejsce w sztafecie.

## Osiągnięcia

### Igrzyska olimpijskie
| Rok  | Miejscowość | Konkurencje | Konkurencje | Konkurencje | Konkurencje | Konkurencje | Konkurencje | Konkurencje |
| Rok  | Miejscowość | IN          | SP          | PU          | MS          | RL          | MR          | SR          |
| ---- | ----------- | ----------- | ----------- | ----------- | ----------- | ----------- | ----------- | ----------- |
| 1998 | Nagano      | 61.         | –           | nd.         | nd.         | 15.         | nd.         | –           |

### Mistrzostwa świata
| Rok  | Miejscowość | Konkurencje | Konkurencje | Konkurencje | Konkurencje | Konkurencje | Konkurencje | Konkurencje |
| Rok  | Miejscowość | IN          | SP          | PU          | MS          | RL          | MR          | SR          |
| ---- | ----------- | ----------- | ----------- | ----------- | ----------- | ----------- | ----------- | ----------- |
| 1993 | Borowec     | 55.         | 49.         | nd.         | nd.         | 11.         | nd.         | –           |
| 1995 | Anterselva  | 47.         | 64.         | nd.         | nd.         | 8.          | nd.         | –           |
| 1996 | Ruhpolding  | –           | 32.         | nd.         | nd.         | 14.         | nd.         | –           |
| 1997 | Osrblie     | 74.         | 55.         | –           | nd.         | 9.          | nd.         | –           |

### Puchar Świata

#### Miejsca w klasyfikacji generalnej
| Sezon     | Miejsce |
| --------- | ------- |
| 1992/1993 | -       |
| 1993/1994 | 65.     |
| 1994/1995 | -       |
| 1995/1996 | -       |
| 1996/1997 | 58.     |
| 1997/1998 | 67.     |